# Salvador Ramos
Salvador Rolando Ramos (ur. 16 maja 2004 w Fargo, zm. 24 maja 2022 w Uvalde) – amerykański masowy morderca, który 24 maja 2022 roku w Uvalde w Teksasie dokonał jednego z najgorszych zamachów na szkołę z użyciem broni palnej w historii USA. Zastrzelił 21 osób (19 stanowiły dzieci) i ranił 18 innych, po czym zginął w wymianie ognia ze służbami. Motywy, którymi się kierował, dokonując zbrodni, nie są znane.

## Życiorys
Urodził się w Fargo w Dakocie Północnej w 2004 roku. Jego rodzina była pochodzenia hiszpańsko-latynoskiego, a niektórzy jej członkowie byli wcześniej zamieszani w działania przestępcze. Ramos jako nastolatek miał złe relacje z matką, z którą notorycznie się kłócił. W końcu, po jednej z kłótni o dostęp do internetu – wyprowadził się z domu i zamieszkał z dziadkami. W szkole był określany mianem dziwnie się zachowującej osoby, która używała eyelinera i przychodziła do niej w emo-gotyckim makijażu. Z tego powodu, Ramos był wyśmiewany w szkole i odrzucany przez rówieśników. Posiadał jednak własną grupę przyjaciół, która go wspierała. Kilka razy usiłował sam także zastraszać i szantażować inne osoby.
W pewnym momencie życia, Ramos drastycznie odizolował się od innych. Zaczął mieć także problemy ze związkiem na odległość (przez internet) z dziewczyną, która mieszkała w oddalonym nieco od jego miejsca zamieszkania mieście San Antonio. Rzucił szkołę średnią i zaczął pracować dorywczo w barze szybkiej obsługi, ale tam również nie szło mu dobrze w relacjach ze współpracownikami. Jeden z nich nazwał go raz przyszłym zabójcą szkolnym i zaczął się z niego wyśmiewać. Salvador był aktywny w internecie, na aplikacji Yubo na której wyjawiał antyspołeczne zachowania, m.in. wyzywał rozmówców, chwalił się zabijaniem kotów, a także groził przypadkowym dziewczynom gwałtami.
W miesiącach przed strzelaniną zaczął wysyłać dwuznaczne wiadomości, sugerujące, że może chcieć popełnić masakrę w szkole. Nikt jednak nie wziął tego na poważnie, chociaż wcześniej w kontekście innych jego niebezpiecznych zachowań użytkownicy Yubo skarżyli się administracji portalu na Ramosa, w tym za stalkowanie dziewczyn za pośrednictwem aplikacji. W dniu 17 maja, kilka dni przed masakrą, zakupił karabinek AR-15 wyprodukowany przez firmę  Daniel Defense, użytego później w strzelaninie.

## Strzelanina i śmierć
24 maja 2022 roku Ramos pokłócił się z babcią o kwestię rzucenia przez niego szkoły. Po chwili wziął do ręki jego karabin i postrzelił ją, a następnie pochwalił się tym koleżance pochodzącej z Niemiec, za pośrednictwem Facebooka.
Następnie Ramos wyruszył samochodem jego babci pod szkołę podstawową Robb Elementary School, w której dokonał masakry, zabijając 19 dzieci i 2 nauczycielki, a 17 innych osób raniąc. Wszystkie ofiary zabił w jednym pomieszczeniu, na które składały się dwie złączone ze sobą klasy. Przebywał w niej przez około godzinę zanim uzbrojeni funkcjonariusze wtargnęli do środka i zastrzelili sprawcę masakry.

## Wcześniejsze znaki ostrzegawcze
Było wiele oznak tego, że Ramos może być psychicznie chory lub zaburzony osobowościowo. Sprawca m.in. regularnie znęcał się nad zwierzętami, szczególnie nad kotami. Innym razem pociął sobie twarz i w takim stanie wyszedł na spotkanie z jednym z przyjaciół. Gdy ten zapytał się o to Ramosa, ten odpowiedział, że jego zdaniem cięcie się jest fajne i nie widzi w nim nic złego. Miesiące przed strzelaniną w Robb Elementary School, Salvador brał udział w licznych dyskusjach na temat podobnych zdarzeń.

## Motywy
Motywy, którymi kierował się Ramos, pozostają nieznane. Niektóre osoby, które miały styczność z Ramosem, opisywały go jako nieempatycznego i źle się zachowującego, przytaczając liczne przykłady.
Ramos wyjawiał obsesyjne zainteresowanie kanadyjskim mordercą, gwałcicielem i nekrofilem Luką Magnottą, który w 2012 roku makabrycznie zgwałcił, zamordował i poćwiartował studenta w pokoju akademickim, wszystko transmitując w internecie. Jeden z użytkowników portalu Yubo, na którym pisał sprawca, powiedział, że Ramos raz napisał mu, że chce być tak samo sławny jak Magnotta i w taki sam sposób. Ramos dokonał masakry w 10. rocznicę zbrodni popełnionej przez Magnottę, która wydarzyła się w nocy z 24 na 25 maja 2012 roku.